# Prasinocyma poeessa
Prasinocyma poeessa là một loài bướm đêm trong họ Geometridae.